# Calamagrostis pungens
Calamagrostis pungens är en gräsart som beskrevs av Oscar Tovar. Calamagrostis pungens ingår i släktet rör, och familjen gräs.
Artens utbredningsområde är Peru. Inga underarter finns listade i Catalogue of Life.